# Bỗng dưng muốn khóc
Bỗng dưng muốn khóc là một bộ phim truyền hình được thực hiện bởi BHD, do Vũ Ngọc Đãng làm biên kịch, đạo diễn. Phim phát sóng vào lúc 20h00 thứ 2, 3, 4 hàng tuần, bắt đầu từ ngày 25 tháng 8 năm 2008 và kết thúc vào ngày 12 tháng 11 năm 2008 trên kênh VTV1.

## Nội dung
Bỗng dưng muốn khóc là câu chuyện về mối tình đặc biệt của cậu "công tử bột" Bảo Nam (Lương Mạnh Hải) và cô gái mồ côi bán sách cũ lề đường Trúc (Tăng Thanh Hà). Từ một công tử con nhà giàu, ăn chơi quậy phá bị cha mẹ đuổi ra đường, Bảo Nam đã đi tìm lại chính mình nhờ sự giúp đỡ của cô gái nghèo khó nhưng giàu nghị lực sống, đồng thời cũng nhận ra tình yêu đích thực của cuộc đời...

## Diễn viên
- Lương Mạnh Hải trong vai Bảo Nam[1]
- Tăng Thanh Hà trong vai Trúc[1]
- Hiếu Hiền trong vai Hiều[1]
- Thanh Thủy trong vai Mẹ Nam[6]
- Văn Tùng trong vai Bố Nam[6]
- Trần Vân Anh trong vai Ngọc Diệp[1]
- Tường Vi trong vai Loan[1]
- Lưu Minh Tuấn trong vai Khánh[7]
- Chí Thiện trong vai Duy[7]
- Trọng Nghĩa trong vai Nghĩa[8]
- Đỗ Trung Quân trong vai Thầy giáo dạy toán[8]
- Thủy Tiên trong vai Yến[9]
- Thiên Kim trong vai Bà Mười
- Ngọc Yến trong vai Bà Hoa
- Ánh Loan trong vai Lê Mai
- Trung Lùn trong vai Ăn trộm
- Quốc Thuận trong vai Ăn trộm
- Lê Hóa trong vai Quản lý khách sạn
- Minh Thuận trong vai Thanh niên áo đỏ
- Ngân Quỳnh trong vai Bác sĩ Ngân
- Nam Trung trong vai Bạn cùng nhà Hiều
- Đăng Khoa trong vai Bạn cùng nhà Hiều
- Lâm Hải Sơn trong vai Tài xế taxi

Cùng một số diễn viên khác...

## Nhạc phim
| STT | Nhan đề               | Sáng tác          | Thể hiện             | Thời lượng |
| --- | --------------------- | ----------------- | -------------------- | ---------- |
| 1.  | "Bỗng dưng muốn khóc" | Minh Thư          | Minh Thư             | 3:50       |
| 2.  | "Giây phút này"       | Minh Thư          | Lam Trường, Minh Thư | 3:35       |
| 3.  | "Em nhớ anh"          | Minh Thư          | Minh Thư             | 3:10       |
| 4.  | "Níu kéo"             | Minh Thư          | Minh Thư             | 4:13       |
| 5.  | "Ta thuộc về nhau"    | Minh Thư          | Minh Thư             | 3:13       |
| 6.  | "Thời gian đôi ta"    | Minh Thư          | Minh Thư             | 3:31       |
| 7.  | "Không là quá xa"     | Nguyễn Quang Dũng | Đình Bảo             | 2:22       |

## Sản xuất
Kịch bản của bộ phim được đạo diễn kiêm biên kịch Vũ Ngọc Đãng thực hiện trong vòng một năm rưỡi, với ba vai chính Bảo Nam, Trúc và Hiều được viết sẵn lần lượt cho Lương Mạnh Hải, Tăng Thanh Hà và Hiếu Hiền. Quá trình quay phim chính diễn ra suốt năm tháng, với bối cảnh ghi hình ở nhiều nơi khác nhau cùng sự hỗ trợ của hai đạo diễn hình ảnh là Nguyễn Tranh và Nguyễn Nam. Phần nhạc phim do ca sĩ Minh Thư đảm nhiệm. Về trang phục, diễn viên Tăng Thanh Hà đã phải mặc đến chín bộ áo dài khác nhau suốt 2/3 thời lượng phim,; các trang phục của diễn viên đều được mua ở Thái Lan và Singapore. Ban đầu, tác phẩm dự định phát sóng trên HTV, nhưng do đã kín lịch phát sóng nên phim sau đó chọn lên sóng VTV.

## Đón nhận
Là bộ phim hài đầu tiên của Vũ Ngọc Đãng và phim không thuộc dòng chính luận hiếm hoi trên kênh VTV1, tại thời điểm phát sóng, Bỗng dưng muốn khóc nhanh chóng tạo nên "cơn sốt" trong khán giả trẻ vì nội dung hấp dẫn, hình ảnh đẹp, diễn viên trẻ trung, tiết tấu phim nhanh cùng nhiều tình huống hài hước. Ba diễn viên chính nhờ bộ phim đã trở nên nổi tiếng và được nhiều người biết đến. Tác phẩm còn được nhận định làm "thay đổi cục diện" của phim truyền hình Việt Nam lúc bấy giờ. Bài hát cùng tên của phim sau khi ra mắt cũng trở thành một bản hit và được coi là "tuổi thơ" với nhiều người. Vì thu hút quá nhiều quảng cáo nên đơn vị phát sóng lần đầu tiên đã phải tăng giá quảng cáo cho khung giờ phát phim. Dù vậy, trong những tập về cuối, bộ phim bị đánh giá là "nhạt" và "dài dòng" vì câu chuyện dần đi vào bế tắc.
Vào năm 2015, Bỗng dưng muốn khóc đã được chọn làm phim trình chiếu tại Liên hoan phim Clap!, lần đầu tiên tổ chức bởi Viện Pháp tại Hà Nội.

## Giải thưởng
| Năm  | Giải thưởng                         | Hạng mục                                     | (Người) đề cử  | Kết quả       | Tham khảo     |
| ---- | ----------------------------------- | -------------------------------------------- | -------------- | ------------- | ------------- |
| 2008 | Giải Cánh diều                      | Phim truyện truyền hình                      | —              | Cánh diều bạc | [ 15 ]        |
| 2008 | Giải Mai Vàng                       | Đạo diễn phim truyền hình                    | Vũ Ngọc Đãng   | Đoạt giải     | [ 16 ]        |
| 2008 | Giải Mai Vàng                       | Nam diễn viên truyền hình                    | Lương Mạnh Hải | Đề cử         | [ 17 ]        |
| 2008 | Giải Mai Vàng                       | Nam diễn viên truyền hình                    | Hiếu Hiền      | Đề cử         | [ 17 ]        |
| 2008 | Giải Mai Vàng                       | Nữ diễn viên truyền hình                     | Tăng Thanh Hà  | Đề cử         | [ 17 ]        |
| 2009 | Giải thưởng Tạp chí Truyền hình VTV | Nữ diễn viên truyền hình được yêu thích nhất | Tăng Thanh Hà  | Đoạt giải     | [ 18 ] [ 19 ] |
| 2009 | Giải thưởng Tạp chí Truyền hình VTV | Phim truyền hình được yêu thích nhất         | —              | Đoạt giải     | [ 18 ] [ 19 ] |